# Giorgio Tuinfort
Giorgio Tuinfort (ur. 30 kwietnia 1981 w Paramaribo) – holenderski pianista, kompozytor i producent muzyczny pochodzenia surinamskiego, znany ze współpracy z takimi wykonawcami jak Michael Jackson, Lady Gaga, Sia, Whitney Houston, Rihanna, Britney Spears i David Guetta.

## Życiorys
Giorgio Tuinfort urodził się 30 kwietnia 1981 roku w Paramaribo. W młodym wieku przeniósł się wraz z matką do Holandii. Mając 7 lat rozpoczął naukę gry na fortepianie, a po czterech latach został przyjęty do Królewskiego Konserwatorium (Koninklijk Conservatorium) w Hadze. Tutaj kształcił się, specjalizując się w grze na fortepianie. Miał zamiar zostać pianistą klasycznym. W wieku 16 lat został odkryty przez Rutgera "Rutti" Kroese. Rozpoczął współpracę z uznanymi holenderskimi artystami. Zaczął produkować i komponować dla holenderskich artystów rhythm and bluesowych, takich jak Edsilia Rombley i Re-play W 2005 roku piosenka „Het Land van...”, którą skomponował wspólnie z duetem Lange Frans i Baas B i której był producentem zdobyła 1. miejsce na holenderskiej liście przebojów Dutch Charts. Również jego produkcje dla rapera Brace’a weszły do czołowej dziesiątki tejże listy.
W 2006 roku nawiązał kontakt z amerykańskim raperem i producentem Akonem. Wspólnie z nim wyprodukował piosenkę „The Sweet Escape” Gwen Stefani, która stała się międzynarodowym przebojem. Owocna współpraca z Akonem przyniosła mu rozgłos, w następstwie którego wyjechał do Los Angeles.
W 2008 roku Tuinfort i Akon zostali zaproszeni przez Michaela Jacksona do współpracy nad jego nowym albumem. Tuinfort produkował również nagrania takich artystów, jak Lionel Richie i Whitney Houston. W 2009 roku otrzymał nagrodę Buma Export Award za swoje międzynarodowe sukcesy.
W 2009 roku rozpoczął współpracę z Davidem Guettą, tworząc specyficzne brzmienie będące połączeniem muzyki pop z EDM i folklorem miejskim.
W 2011 roku został (wspólnie z Davidem Guettą i Avicii) nominowany do nagrody Grammy w kategorii: Best Dance Recording jako współproducent piosenki „Sunshine”.   
Kontynuował współpracę z Akonem i Guettą. Razem z tym ostatnim (oraz z Afrojackiem) był autorem i współproducentem piosenki „Titanium” (z gościnnym udziałem Sii). Wraz z Afrojackiem spopularyzował holenderską muzykę taneczną na arenie międzynarodowej mapie. W 2012 roku za swoją twórczość otrzymał nagrodę Złotej Harfy (hol. Gouden Harp).
W 2014 roku był współproducentem albumu Xscape Michaela Jacksona oraz pochodzącego z niej singla „Love Never Felt So Good”, który stał się przebojem w wielu krajach.
W 2017 roku Tuinfort otrzymał nagrodę Buma Exportprijs za utwór „This One's For You” Davida Guetty z gościnnym udziałem Zary Larsson, który współtworzył z Afrojackiem.
W 2018 roku skomponował wspólnie z Franckiem van der Heijdenem hymn Ligi Narodów UEFA, nagrany z chórem radia holenderskiego i radiową orkiestrą filharmoniczną z Hilversum.
Na początku 2019 roku Hipgnosis Songs podpisał kontrakt Giorgiem Tuinfortem nabywając jego katalog liczący 182 piosenki. Przy tej okazji Merck Mercuriadis, założyciel The Family (Music) Limited i Hipgnosis Songs Fund Limited, powiedział: „Giorgio jest prawdopodobnie najbardziej niedocenionym autorem przebojów ostatnich 20 lat”.

## Nagrody
- BMI Songwriter Award – 30 razy[8]
- Gouden Harp (Złota Harfa)[1]
- Gouden Kalf (Złote Cielę)[1]
- Buma Exportprijs[3]